# Robert Van Valin
Robert (Detrick) Van Valin Jr., né le 1er février 1952, est un linguiste américain, formé à l'Université de Berkeley, professeur à l'université de Buffalo, et actuellement à l'Université Heinrich Heine de Düsseldorf. Il est le principal linguiste impliqué derrière l'élaboration de la Role and Reference Grammar (RRG), théorie syntaxique d'orientation fonctionnelle qui cherche à rendre compte de l'organisation des énoncés dans les langues en considérant les domaines de la syntaxe, de la sémantique et de la pragmatique comme interdépendants.

## Formation
R. Van Valin commence ses études universitaires à l'Université de Californie à San Diego, où il suit un cours de Ronald Langacker, et s'intéresse à la sémantique générative. En 1972-1973, il passe une année universitaire en Allemagne, à l'Université de Göttingen, où il suit de nombreux séminaires de linguistique, notamment sur les aspects de la théorie syntaxique, de Chomsky et sur la grammaire des cas de Fillmore. Mais c'est la lecture de Wallace Chafe et la découverte de l'école linguistique de Prague et des idées de Halliday qui le passionneront le plus.
Ainsi, de retour aux États-Unis, il s'inscrit à l'Université de Californie, Berkeley, où il sera formé à la linguistique dans le département où enseignent Lakoff, Chafe et Fillmore. Il rédige en 1977 une thèse sur le Lakhota. Durant cette période de formation, il rencontre William Foley, spécialiste des langues austronésiennes chez Charles Fillmore, qui avait l'habitude d'inviter pour Thanksgiving les étudiants qui ne rentraient pas chez eux. C'est ensemble qu'ils développeront les premières fondations de la théorie de la référence et des rôles (Role and Reference Grammar, RRG) dans Functional Syntax and Universal Grammar publié en 1984. La motivation de ces recherches est, entre autres, une insatisfaction avec linguistique formelle, notamment le générativisme chomskyen dominant à l'époque, à cause notamment de son inadéquation typologique, mais aussi avec la grammaire relationnelle de Perlmutter, par exemple. En effet, les deux auteurs s'étonnent du fait que les « guerres linguistiques » entre les tenants de la sémantique générative (Lakoff, McCawley, Hàj Ross, Paul Postal) et ceux de la sémantique interprétative (Jackendoff, Chomsky), aient reposés principalement sur des données tirées de l'anglais. De même, ils doutent de l'universalité de catégories linguistiques telles que « sujet » ou « objet ».

## Ouvrages
- Foley, William & Robert D. Van Valin, Jr. (1984). Functional Syntax and Universal Grammar. Cambridge.
- Van Valin, Robert D., Jr. (1977). Aspects of Lakhota syntax, Unpublished doctoral dissertation. University of California, Berkeley.
- Van Valin, Robert D., Jr. (éd.) (1993). Advances in Role and Reference Grammar. Amsterdam: John Benjamins.
- Van Valin, Robert D., Jr. & R. LaPolla (1997). Syntax: Structure, meaning, and function. Cambridge: Cambridge University Press.
- Van Valin, Robert D., Jr. (2001). An Introduction to Syntax, Cambridge: Cambridge University Press.
- Van Valin, Robert D., Jr. (2005). Exploring the Syntax-Semantics Interface. Cambridge: Cambridge University Press.